# San Pietro Apostolo
San Pietro Apostolo är en ort och kommun i provinsen Catanzaro i regionen Kalabrien i Italien. Kommunen hade 1 675 invånare (2018).